# Cameron Bolton
Cameron Bolton (* 21. November 1990 in Clayton) ist ein australischer Snowboarder. Er startet in der Disziplin Snowboardcross.

## Werdegang
Bolton belegte bei den Snowboard-Juniorenweltmeisterschaften 2009 in Nagano den 39. Platz und bei den Snowboard-Juniorenweltmeisterschaften 2010 in Cardrona den 14. Platz. Sein Debüt im Weltcup hatte er im März 2011 in Chiesa in Valmalenco, welches er auf dem 46. Platz beendete. Bei den Snowboard-Weltmeisterschaften 2013 in Stoneham fuhr er auf den 41. Platz und erreichte im März 2013 in Sierra Nevada mit dem zehnten Platz seine erste Top-Zehn-Platzierung im Weltcup. Im folgenden Jahr kam er in Sotschi bei seiner ersten Olympiateilnahme auf den 11. Platz. Bei den Snowboard-Weltmeisterschaften 2015 am Kreischberg errang er den 15. Platz und bei den Snowboard-Weltmeisterschaften 2017 in Sierra Nevada den 27. Platz. Bei den Olympischen Winterspielen 2018 in Pyeongchang wurde er Zehnter. In der Saison 2018/19 holte er am Feldberg seinen ersten Weltcupsieg und kam in Veysonnaz auf den dritten Platz. Beim Saisonhöhepunkt, den Snowboard-Weltmeisterschaften 2019 in Park City, fuhr er auf den 21. Platz. Die Saison beendete er auf dem fünften Platz im Snowboardcross-Weltcup. Zu Beginn der Saison 2019/20 wurde er beim Weltcup im Montafon Zweiter und errang zum Saisonende den 11. Platz im Snowboardcross-Weltcup. In der Saison 2021/22 erreichte er mit fünf Top-Zehn-Platzierungen, darunter Platz drei in Cortina d’Ampezzo den siebten Platz im Snowboardcross-Weltcup. Bei den Olympischen Winterspielen 2022 in Peking belegte er den 13. Platz im Einzel und den neunten Rang im Teamwettbewerb.
Bolton nahm bisher an 56 Weltcuprennen teil und belegte dabei 13-mal eine Platzierung unter den ersten zehn. Zudem startet er seit 2009 ebenfalls im Australia New Zealand Cup. Dabei errang er bisher 15 Podestplatzierungen, darunter drei Siege und gewann 2019 die Gesamtwertung. (Stand: Saisonende 2021/22)

## Teilnahmen an Weltmeisterschaften und Olympischen Winterspielen

### Olympische Spiele
- 2014 Sotschi: 10. Platz Snowboardcross
- 2018 Pyeongchang: 11. Platz Snowboardcross
- 2022 Peking: 9. Platz Snowboardcross Team, 13. Platz Snowboardcross

### Weltmeisterschaften
- 2013 Stoneham: 41. Platz Snowboardcross
- 2015 Kreischberg: 15. Platz Snowboardcross
- 2017 Sierra Nevada: 27. Platz Snowboardcross
- 2019 Park City: 21. Platz Snowboardcross
- 2023 Bakuriani: 6. Platz Snowboardcross, 9. Platz Snowboardcross Team
- 2025 Engadin: 2. Platz Snowboardcross Team, 11. Platz Snowboardcross

## Erfolge

### Weltcupsiege

#### Weltcupsiege im Einzel
| Nr. | Datum           | Ort      |
| --- | --------------- | -------- |
| 1.  | 9. Februar 2019 | Feldberg |

#### Weltcupsiege im Team
| Nr. | Datum        | Ort       |
| --- | ------------ | --------- |
| 1.  | 2. März 2025 | Erzurum 1 |

### Weltcup-Gesamtplatzierungen
| Saison  | Platz | Punkte |
| ------- | ----- | ------ |
| 2010/11 | 56.   | 64     |
| 2011/12 | 59.   | 84     |
| 2012/13 | 32.   | 606    |
| 2013/14 | 40.   | 295    |
| 2014/15 | 57.   | 18     |
| 2015/16 | 37.   | 500    |
| 2016/17 | 20.   | 862    |
| 2017/18 | 31.   | 1254,1 |
| 2018/19 | 5.    | 1822   |
| 2019/20 | 11.   | 1500   |
| 2021/22 | 7.    | 233    |
| 2022/23 | 14.   | 159    |
| 2023/24 | 3.    | 552    |
| 2024/25 | 9.    | 295    |